# Gørtler
En gørtler (eller gjørtler) er en håndværker der fremstiller og reparerer mindre genstande af messing, kobber, bronze eller andre metaller, fx navneskilte, dørgreb, beslag eller lysekroner. Arbejdet bærer ofte et kunstnerisk præg. Gørtlerfaget har fået sit navn af det tyske ord Gürtel, der betyder bælte. I middelalderen fremstillede håndværkeren blandt andet bæltespænder, rideudstyr og beslag. I Danmark kan gørtlerfaget føres tilbage til 1700-tallet. 
Udover almindelige gørtlere findes også armaturgørtlere, som arbejder med industriel masseproduktion af fx vandhaner og ventiler.
Der er ikke mange gørtlere tilbage, da deres arbejdsopgaver er ved at blive overtaget af andre faggrupper som maskinarbejdere og værktøjsmagere.  
Uddannelse til Gørtler er et speciale under metalsmedeuddannelsen. Det tager 4 år, hvoraf de 36 uger er skoleundervisning. Uddannelsen omfatter overfladebehandling, slibning og polering, samt optrækning, planering og valsning af profiler.  